# Dingo et Wilbur
Pour plus de détails, voir Fiche technique et Distribution.
Dingo et Wilbur (Goofy and Wilbur) est un court-métrage d'animation américain des studios Disney avec Dingo, sorti en 1939. C'est le premier film de la série Dingo. C'est le dernier cartoon réalisé par Dick Huemer.

## Synopsis
Dingo part pêcher avec son ami, le criquet Wilbur. Mais ils sont poursuivis par la malchance, le criquet étant pris par erreur comme appât puis victime des poissons et des amphibiens.

## Fiche technique
- Titre original : Goofy and Wilbur
- Titre français : Dingo et Wilbur
- Série : Dingo
- Réalisation : Dick Huemer
- Animation :  Art Babbitt, Isadore Klein, Ed Love
- Producteur : Walt Disney
- Société de  production : Walt Disney Productions
- Société de distribution : RKO Radio Pictures
- Format : Couleur (Technicolor) - 35 mm - 1,37:1 - Son mono (RCA Sound System)
- Durée : 8 min
- Langue : Anglais
- Pays de production :  États-Unis
- Date de  sortie :
  - États-Unis : 17 mars 1939[1]

## Voix originales
- Jack Bailey : Dingo

## Voix françaises
- Gérard Rinaldi : Dingo / la narration traductive

## Commentaires
Ce court métrage fait pour la première fois de Dingo la vedette d'un court métrage, sans Mickey Mouse ou Donald Duck ; il marque ainsi le début de la série Dingo. Les capacités comiques de Dingo y sont mises en valeur notamment dans la séquence des treize chutes consécutives.

## Sorties DVD
- Les Trésors de Walt Disney : L'Intégrale de Dingo (1939-1961).

## Titre en différentes langues
D'après IMDb :
- Suède : Jan Långben och gräshoppan , Jan Långbens lockbete, Långben och Wilbur